# João Maia Ferreira
João Maia Ferreira, também conhecido pelo nome artístico Benji Price (por vezes estilizado como benji price), é um rapper e produtor de hip-hop português.  Em 2020, lançou System, um álbum colaborativo ao lado de ProfJam. Editou o seu álbum de estreia a solo, Ígneo, em 2022.
Ferreira começou por nomear o seu alter-ego musical como benji, numa referência à série Capitão Tsubasa, cuja personagem Benji Price era a sua favorita quando era criança. Mais tarde, ProfJam completaria o baptismo adicionando o apelido.

## Biografia
Apesar de ouvir hip-hop em criança, o interesse de Ferreira pelo género ganhou novo fôlego em 2012. No entanto, só começou a escrever rimas dois anos depois. Deu o seu primeiro grande passo na música por volta de 2014, quando fundou a Andromeda Records, com o objetivo de dinamizar a cena hip-hop em Torres Novas (de onde é oriundo) e arredores. A editora deu abrigo à estreia de artistas como xtinto ou DEZ.
Antes da profissionalização na música, trabalhou na indústria audiovisual, para canais de televisão e produtoras de filmes.
Lançou o seu primeiro single a solo em 2017, tinha 26 anos - “40 oz. freestyle” saiu pela Think Music, selo de que foi co-fundador. Na editora, assumiu as rédeas como produtor e engenheiro de som, assinando temas para vários artistas da casa, incluindo SippinPurpp e Lon3r Johny. Dentro do hip-hop, multiplicou-se em colaborações, tendo escrito cerca de quarenta canções em seis anos, alcançando várias certificações de platina e ouro. Pelo caminho, começaram a surgir convites de fora e Price foi produzindo música para nomes como Mike El Nite, Diogo Piçarra, Agir, Ana Malhoa, Vitor Kley entre outros.
Não obstante o vasto currículo que já acumulava, a estreia de Benji Price nos álbuns surgiu em apenas em 2020, ao lançar System, um projeto partilhado com o colega de editora ProfJam. O disco foi editado pela Sony Music Entertainment Portugal. O single "Tribunal" foi nomeado como Canção do Ano nos Prémios Play.
Dois anos depois, chegou o primeiro longa-duração em nome próprio: Ígneo saiu em fevereiro de 2022, também pela Sony, e inclui participações de 9Miller, xtinto e Mike El Nite. O registo incorpora várias influências da cultura nipónica, com referências a séries como One Piece ou Samurai X, bem como a videojogos como Final Fantasy e Pokémon.
Em 2023, lançou o álbum Baldio Vol.1, um disco de instrumentais, assumindo que seria o último trabalho sob o pseudónimo Benji Price e que, a partir daí, passaria a usar o seu nome oficial, João Maia Ferreira. Nesse ano, e já com o seu nome próprio, assinou a produção do álbum de estreia de Rita Vian, SENSOREAL.

## Discografia
- System (com ProfJam) (Sony Music Entertainment Portugal, 2020)
- Ígneo (Sony Music Entertainment Portugal, 2022)
- Baldio Vol.1 (2023)